# 3998 Tezuka
3998 Tezuka este un asteroid din centura principală, descoperit pe 1 ianuarie 1989 de Tokuo Kojima.